# Migración a Abisinia
La Migración a Abisinia (árabe: الهجرة إلى al-hijra ʾilā al-habaša), también conocida como la Primera Hégira (árabe: هِجْرَة hijrah), fue un episodio de la primera historia del Islam, en el que los primeros seguidores del profeta Mahoma (el Sahaba) huyeron de la persecución de la tribu Quraysh gobernante de La Meca. Se refugiaron en el Reino cristiano de Akxum, la actual Etiopía y Eritrea —antiguamente conocido como Abisinia, un nombre antiguo cuyo origen es discutido—, en el año 9 A.H. (613 d. C.) o en el año 7 A.H. (615 EC). El monarca aksumita que los recibió se conoce en las fuentes islámicas como el Negus (árabe: نجاشي najāšī) Ashama ibn Abjar. Los historiadores modernos lo han identificado alternativamente con el rey Armah y Ella Tsaham. Algunos de los exiliados regresaron a La Meca e hicieron la hijrah a Medina con Mahoma, mientras que otros permanecieron en Abisinia hasta que llegaron a Medina en el 628.

## Antecedentes
Según la opinión tradicional, los miembros de la primitiva comunidad musulmana de La Meca se enfrentaban a la persecución, lo que hizo a Mahoma a aconsejarles que se refugiaran en Abisinia. El primer relato existente se da en la Sira de Ibn Ishaq:

Cuando el apóstol vio la aflicción de sus compañeros, [...] les dijo: "Si fuerais a Abisinia (sería mejor para vosotros), pues el rey no tolerará la injusticia y es un país amigo, hasta que Alá os alivie de vuestra aflicción". Entonces sus compañeros fueron a Abisinia, temiendo la apostasía y huyendo a Dios con su religión. Esta fue la primera hijrah del Islam.

Otro punto de vista, basado en los acontecimientos políticos de la época, sugiere que tras la captura de Jerusalén por los sasánidas en el año 614 muchos creyentes vieron un peligro potencial para la comunidad, ya que no eran los partidarios de los persas que practicaban el zoroastrismo y que antes habían apoyado a los judíos árabes de Himyar. La aceptación de estos musulmanes en el reino de Aksum en un momento preciso del triunfo persa en el Levante recuerda la política exterior etíope del siglo anterior que vio a Akxum y Persia competir por la influencia en la península arábiga.

## Migraciones

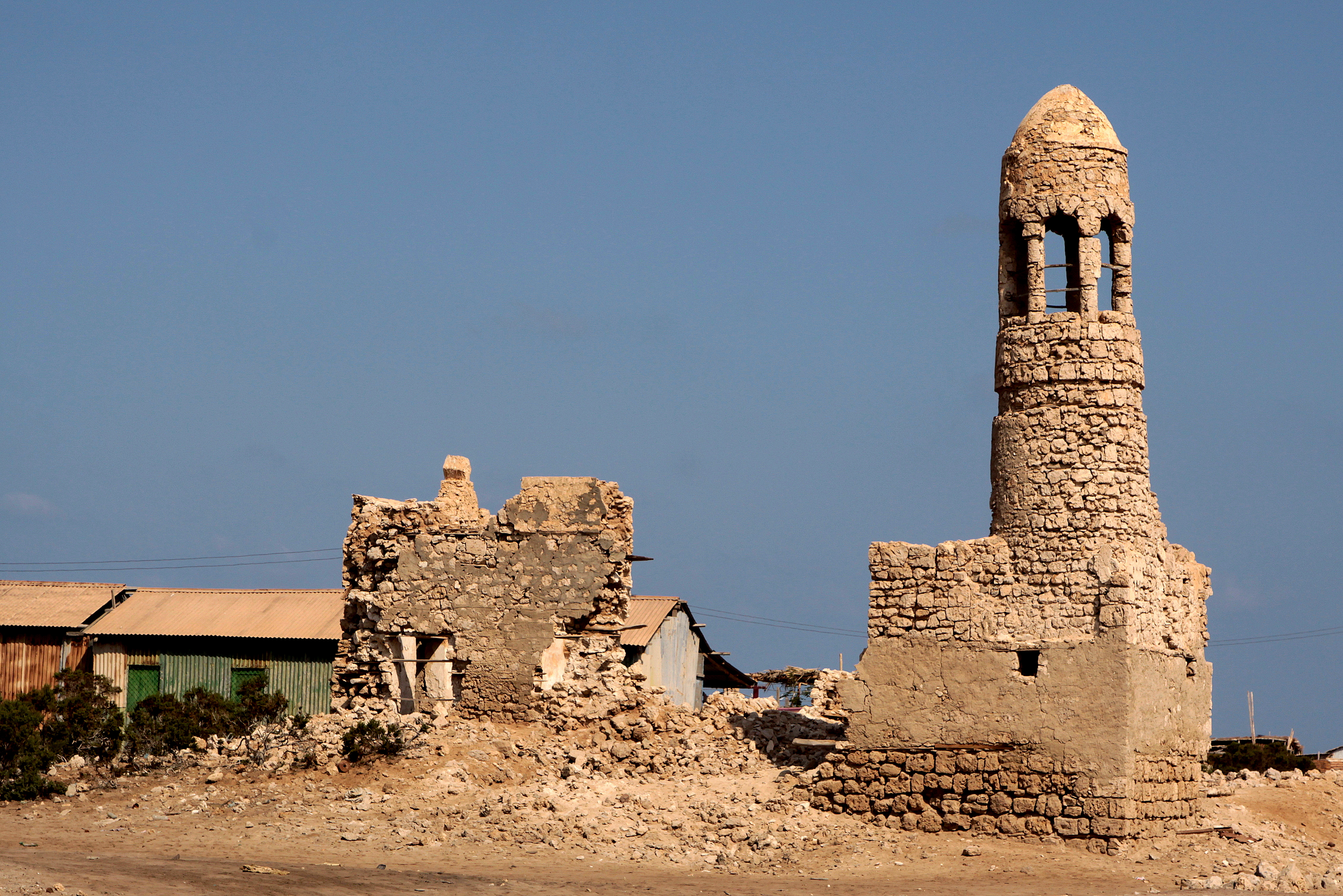
La mezquita de las Dos Quiblas en Zeila, establecida por los primeros compañeros (sahaba) de Mahoma poco después de la primera migración a Abisinia.

Según los historiadores musulmanes, hubo dos migraciones, aunque hay diferencias de opinión con respecto a las fechas.
El primer grupo de emigrantes, compuesto por once hombres y cuatro mujeres, recibió asilo en el año 7 A.H. (615 EC) (9 BH (613 EC) según otras fuentes), bajo Ashama ibn-Abjar, el gobernante del reino de Aksum. Este grupo incluía a la hija de Mahoma, Ruqayya bint Muhámmad, y a su yerno Uthman ibn Affan, que más tarde se convirtió en el tercer califa. Mahoma eligió a Uthman bin Maz'oon, uno de sus compañeros más importantes, como líder de este grupo. Según Tabqat Ibn Sa'd, el grupo abordó un barco mercante del puerto marítimo de Shu'aiba y pagaron medio dinar cada uno por la travesía marítima. Después de un año los exiliados escucharon rumores de que los coraichitas habían aceptado el Islam, lo que les hizo regresar a La Meca. Confrontados con la realidad, volvieron a Abisinia en el año 6 A.H. (616 EC), (7 A.H. (615 EC) según otras fuentes),  esta vez acompañados por más personas, 83 hombres y 18 mujeres en total. S. M. Darsh argumenta que la decisión de regresar fue motivada por un cambio de estrategia de La Meca hacia los musulmanes, que temporalmente creó un ambiente más favorable para ellos en La Meca, así como por una rebelión contra el rey abisinio.
Los historiadores occidentales, como Leone Caetani y William Montgomery Watt, han cuestionado el relato de dos migraciones. Aunque Ibn Ishaq proporciona dos listas de migrantes que se superponen parcialmente, no menciona que el primer grupo regresó y volvió por segunda vez. Watt sostiene que la palabra utilizada por Ibn Ishaq (tatāba'a - lit. «se sucedieron una tras otra») y el orden de los nombres en las listas sugiere que la migración puede haber tenido lugar en varios grupos más pequeños en lugar de dos grandes grupos, mientras que la aparición de las dos listas reflejaba las controversias en torno a la asignación de prioridad en los registros oficiales durante el reinado del segundo califa Úmar ibn al-Jattab.

## En Abisinia
Los eventos que tuvieron lugar después de la emigración son descritos por Ibn Ishaq.
Cuando los Quraysh se enteraron de que los compañeros de Mahoma podían practicar su religión con seguridad en Abisinia, decidieron enviar una embajada al Negus para exigir el regreso de los fugitivos. Seleccionaron dos enviados, Amr ibn al-As y Abdullah bin Rabiah, y les dieron regalos para el rey y sus generales. Los regalos eran de cuero preparado con piel fina, los abisinios eran aficionados a los artículos de cuero por lo que era un soborno para ellos. Los mecanos apelaron a los generales, argumentando que los emigrantes eran «jóvenes tontos» que inventaron una nueva religión de la que ni los mecanos ni los abisinios habían oído hablar y que sus parientes pedían su regreso. El rey les concedió audiencia, pero se negó a entregar a la gente que había buscado su protección hasta que escuchó su versión de la historia.
Los musulmanes fueron llevados ante el Negus (o "al-Najashi" en árabe) y sus obispos. Ja'far ibn Abī Tālib, quien actuó como líder de los exiliados, habló en su defensa. Describió al rey cómo vivían antes del Islam, la misión profética de Mahoma y lo que les había enseñado. También habló de la persecución que habían enfrentado a manos del Quraysh. El rey preguntó si tenían con ellos algo que hubiera venido de Dios. Cuando Jafar lo confirmó, el rey le ordenó que lo leyera. Jafar recitó entonces un pasaje de la Sura Maryam (Capítulo de María). Cuando el rey lo escuchó, lloró y exclamó: «En verdad, esto y lo que Jesús trajo (Evangelio) ha venido de la misma fuente de luz (miškāt)». Luego afirmó que nunca abandonaría a los musulmanes.
Sin embargo, uno de los enviados, Amr ibn al-As, pensó en otra táctica. Al día siguiente volvió al rey y le dijo que los musulmanes habían dicho algo terrible sobre Jesús. Cuando los musulmanes oyeron que el rey los convocó de nuevo para preguntarles sobre su visión de Jesús, trataron de encontrar una respuesta diplomática, pero finalmente decidieron hablar de acuerdo con la revelación que habían recibido. Cuando el rey se dirigió a Ja'far, respondió que consideraban a Jesús como «el siervo de Dios, su profeta, su espíritu y su palabra, que él arrojó sobre la virgen María». El relato musulmán afirma que al oír estas palabras, el Negus declaró que Jesús no era más que lo que había dicho. Se dirigió a los musulmanes y les dijo: «Vayanse, porque están a salvo en mi país». Luego devolvió los regalos a los enviados y los despidió. Basándose en el marco temporal de la hijra, se presume que el Negus era el rey Armah.

## Fin del exilio
Muchos de los exiliados abisinios volvieron a La Meca el año 622 e hicieron la hégira a Medina con Mahoma, mientras que una segunda ola fue a Medina en el 628.

## Primera lista de migración
La primera lista de emigrantes comunicada por Ibn Ishaq incluía los siguientes once hombres y cuatro mujeres:
- Sa'd ibn Abi Waqqas
- Jahsh ibn Riyab[16]
- Abd-Allah ibn Jahsh
- Jafar ibn Abi Talib líder del grupo
- Uthman ibn Affan, yerno y compañero de Muhammad. Marido de Ruqayyah
- Ruqayyah bint Muhammad, la esposa de Uthman e hija de Mahoma
- Abu Hudhayfa ibn Utba
- Sahla bint Suhail,  esposa de Abu Hudhayfa
- Zubayr ibn al-Awwam
- Mus'ab ibn Umair
- Abdur Rahman bin Awf
- Abdallah ibn Abd Al-Asad
- Umm Salama,  esposa de Abu Salama
- Uthman bin Maz'oon
- Amir bin Rabiah,
- Layla bint Abi Asmah – esposa de Amir[17]